# Dolní a Horní Cejl

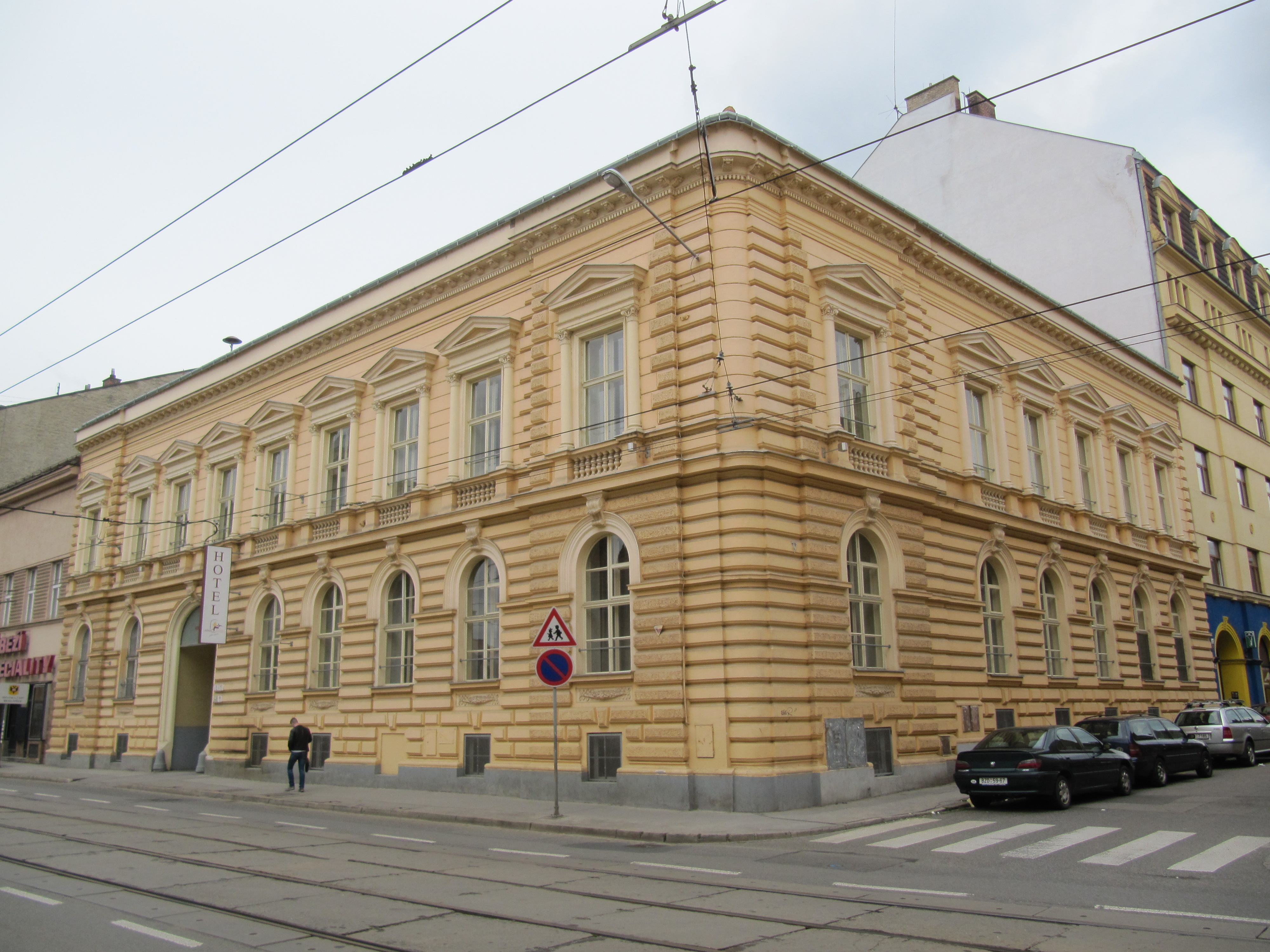
Městská zástavba na Cejlu

Dolní a Horní Cejl (něm. Unterzeil und Oberzeil) je bývalá předměstská čtvrť v Brně a zrušené katastrální území, v současnosti rozdělené mezi městské části Brno-střed, Brno-sever a Brno-Královo Pole.

## Charakteristika a vymezení
Původní zástavba čtvrti dosud existuje v téměř nezměněné podobě, má výrazně městský charakter a téměř výlučně se skládá z vícepatrových historických domů postavených převážně v 19. století. Jádro čtvrti se nachází v západní části moderního katastrálního území Zábrdovice podél ulic Francouzská, Bratislavská a Cejl. Ke katastru čtvrti dále náležela střední část katastrálního území Černá Pole, severní část moderního katastrálního území Trnitá a jihovýchodní část moderního katastrálního území Ponava. Na východě a jihovýchodě čtvrť svojí zástavbou těsně sousedí se zástavbou původních Zábrdovic, s níž je urbanisticky již zcela srostlá. Hranici s původním katastrem Zábrdovic tvořila linie ulic Jugoslávská, Přadlácká, a dále severojižní linie probíhající západně od domu Bratislavská 86 a Cejl 89, dále pak hranice probíhala k jihozápadu ulicí Cejl (kde sousedila s osadou Radlas), dále na jih ulicí Valcha až ke Svitavskému náhonu, přičemž rozdělovala budovu Chirany, a dále pak probíhala po pravém břehu původního koryta Svitavského náhonu až na území současného katastru Trnité. Na jihu katastrální území sousedilo s Křenovou, na západě s Koženou, katastrálním územím Na Hrázi a Příkop, Josefovem a Velkou Novou Ulicí a Červenou. Na severu sousedilo s Královým Polem.

## Historický přehled
Čtvrť se původně nazývala Cejl a jednalo se o předměstí, které vzniklo asi na počátku 14. století v prostoru ulice Cejl východně od ulic Ponávky a Vlhké, a západně od Přádlácké ulice. Roku 1784 pak začal severně od původního Cejlu vznikat novější Horní Cejl, zatímco pro původní Cejl se ujal název Dolní Cejl. Roku 1786 založil Heinrich Hoph na Cejlu svoji továrnu na sukno. Od druhé poloviny 19. století pak došlo k zahuštění zástavby Horního Cejlu a k jeho propojení s Dolním Cejlem; zároveň byla zástavba obou Cejlů spojena i se sousedními Zábrdovicemi, s nimiž pak splynula ve druhé polovině 60. let 20. století i katastrálně.